# Al-Fahd
Al Fahd - первый серийный бронетранспортёр производства Саудовской Аравии (не путать с Египетским БТР “Fahd“)

## История
Бронемашина была разработана с учётом опыта НИОКР по разработке бронетранспортёра «Al Faris», которые велись в Саудовской Аравии в течение 15 лет. В 1998 году производство бронетранспортёров "Аль-Фахд" было освоено на предприятии "Abdullah Al Farris Company Heavy Industries" в городе Даммам. 

## Описание
Это бронированная восьмиколесная машина, предназначенная для транспортировки личного состава в боевых условиях или для поддержки войск и ведения разведки. Машина разработана в двух базовых вариантах: AF-40-8-1 — бронированная машина для транспортировки личного состава и AF-40-8-2 — бронированная боевая и разведывательная машина, которые отличаются компоновкой двигателя и тактическими характеристиками. Боевая машина AF-40-8-2 имеет экипаж из 4 человек. Двигатель находится в задней части машины. 40-мм автоматическая пушка (AF-40-8-1), или 105-мм безоткатное орудие (AF-40-8-2), или 25-мм пушка M242 (как вариант, в башне «Bradly»), или 120-мм миномёт (как вариант). Вооружение включает 105-мм безоткатное орудие в варианте боевой развед машины и 40-мм вооружение в варианте бронетранспортёра.
Двигатель боевого варианта представляет собой двенадцатицилиндровый агрегат воздушного охлаждения мощностью 550 л. с. Двигатель жидкостного охлаждения может устанавливаться по заказу. Автоматическая коробка передач для Аль Фада производится немецкой фирмой ZF. На шоссе машина развивает скорость до 90 км/ч, при этом как ведущие используются только 4 колеса. Запаса в 550 литров дизельного топлива хватает на 600 километров пути без дозаправки. В условиях бездорожья подключаются все колеса и при этом машина отличается довольно высокой проходимостью. Машина может преодолевать подъёмы под углом 51 градус и рвы шириной до 2,5 м. В качестве дополнения может устанавливаться система для передвижения по воде со скоростью до 8 км/ч. Корпус машины при этом полностью герметизируется. В варианте бронетранспортёра Аль Фад может перевозить 11 полностью вооружённых пехотинцев (не считая водителя). В этом варианте двигатель располагается уже не в задней, а в передней части машины. При этом уже используется более слабый десятицилиндровый двигатель мощностью 400 л. с., благодаря экономичности которого запас хода увеличивается на 200 км по сравнению с боевым вариантом машины, и составляет 800 км. Высота без башни и вооружения 2360—1910 мм.

## На вооружении
- Саудовская Аравия — 40 AF-40-8-1 в сухопутных войсках, по состоянию на 2010 год[3]